# Charles-Edouard de Bavier
Charles-Edouard de Bavier (* 2. November 1893 in Dully; † 2. April 1975 in Givisiez) war ein Schweizer Diplomat.

## Herkunft
Ernst Karl Eduard von Bavier war der dritte Sohn von Helene Mathild Beck von Basel und Karl Eugen Eduard von Bavier (1842–1926), dem Sohn von Rosalia (Chapuisat von Aclens, Kt Waadt) und Johann Anton von Bavier (* 1810; † 1881).

## Karriere
Im Jahr 1919 trat Bavier in den auswärtigen Dienst ein. Von 1924 bis 1932 war er Gesandtschaftssekretär in Rom, bevor er im Jahr darauf in der gleichen Position nach Paris ging und anschließend bis 1934 als Legationsrat an der Schweizer Botschaft in Ankara arbeitete.
Vom 28. August 1934 bis 1. Mai 1942 war er als Legationsrat tätig und hatte das Exequatur als Generalkonsul in Mailand: In dieser Stadt lebten 1933 nahezu 5000 Schweizer, was etwa der Hälfte der Schweizer Gemeinde im faschistischen Italien entsprach. Nach 1920 entwickelten zahlreiche Italiener ein Nationalbewusstsein, das sich auch gegen die deutschsprachigen Schweizer richtete. 1930 war Giovanni Bassanesi in Lodrino TI gestartet und warf über Mailand antifaschistische Flugblätter ab. 1934 wurde eine Schweizer faschistische Zelle in Mailand gegründet. Das Konsulat wurde zum Generalkonsulat aufgewertet.
Vom 5. Mai 1942 bis 24. Oktober 1944 fungierte Bavier als Geschäftsträger im von der Wehrmacht besetzten Athen und vom 24. November 1944 bis 9. Februar 1945 leitete er die Abteilung Schutzmacht in Berlin. Danach übernahm er bis zum 25. Februar 1947 das Amt des Geschäftsträgers in Teheran. Anschliessend wurde er dort Gesandter und blieb in Teheran bis zum 28. Mai 1951, als er mit der Aufgabe des Gesandten in Mexiko-Stadt betraut wurde. Diesen Posten hatte er bis 1958 inne. Von Anfang März bis Ende Dezember 1958 war er Botschafter in Mexiko-Stadt. Er wurde zum 1. Januar 1960 in den Ruhestand versetzt.